# Броненосцы береговой обороны типа «Сверье»
Броненосцы береговой обороны типа «Сверье» (швед. Sverige-klass) — шведские броненосцы броненосцы береговой обороны, последние в мире классические корабли подобного класса; единственные корабли этого класса, оснащенные паротурбинной энергетической установкой.

## История создания проекта

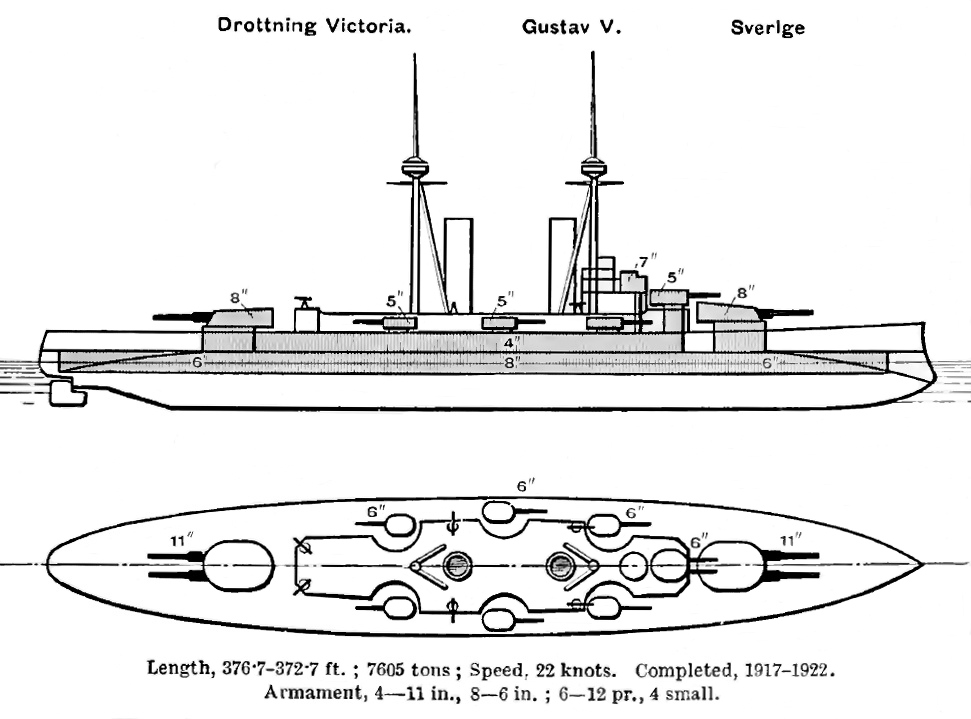
Схема корабля

История проектирования этих кораблей восходит к 1906 г., когда руководство шведских ВМС пришло к выводу, что размеры и вооружение существующих броненосцев береговой обороны уже не отвечают своему времени. По оценке специалистов, требовалось довести водоизмещение до 7 — 7,5 тыс. т, что позволило бы перейти на 283-мм артиллерию ГК и адекватную ей защиту. В соответствии с новыми требованиями был подготовлен проект броненосца, получивший литерное обозначение «F». Конструктивно он представлял собой сильно увеличенный «Oscar II» с четырьмя 283-мм орудиями в двух концевых башнях и скоростью хода 22,5 уз. (на ранних стадиях проектирования силуэт корабля сохранял большое сходство с прототипом, поскольку, как и «Oscar II», имел три дымовые трубы).

## Список кораблей типа
| Название                                  | Верфь-строитель               | Дата закладки   | Дата спуска на воду | Дата вступления в состав флота | Дата вывода из состава флота/гибели | Судьба          |
| ----------------------------------------- | ----------------------------- | --------------- | ------------------- | ------------------------------ | ----------------------------------- | --------------- |
| «Сверье» (Sverige)                        | Götaverken (Гётеборг, Швеция) | 12 декабря 1912 | 3 мая 1915          | июнь 1917                      | 1953                                | Исключен в 1953 |
| «Дроттнинг Виктория» (Drottning Victoria) | Götaverken (Гётеборг, Швеция) | июнь1915        | 15 сентября 1917    | май 1921                       | 1957                                | Исключен в 1957 |
| « Густав V» (Gustaf V)                    | Kockums (Мальмё, Швеция)      | декабрь 1914    | 31 января 1918      | декабрь 1921                   | 1957                                | Исключен в 1957 |